# 魚ポコ
『魚ポコ』（うおポコ、英語名Uopoko 中国語名 魚木球）はケイブが開発し、1998年2月下旬にジャレコより販売されたアーケードゲーム。ケイブには珍しいパズルゲーム。アーケード版のタイトルロゴでは『パズル魚ポコ』と表記されているが、店舗向けマニュアルでは『魚ポコ』がタイトルとなっている。
2002年からは携帯電話用のゲームとして、ケイブのモバイルサイト「ゲーセン横丁」にて配信されていた。関連作品に、虫姫さまのキャラクターを用いてルールを発展させた『パズル!虫姫たま』がある。

## ストーリー
とってもグルメな猫の「魚太郎」は、ある日「龍宮城」という伝説の料亭でしか食せない幻の料理の噂を耳にする。しかし、「龍宮城」で料理を食べるには、食材を近海より自己調達しなければならない。騒ぐグルメの血を抑えきれない魚太郎は。悩んだ末に妹の「保子」の制止を振り切り、試作型潜水艦に乗り込む。「保子」も兄の情熱に押し切られ、ナビゲーターとして危険を顧みず、潜水艦に同乗する。こうして、兄妹による深海の冒険が始まる。

## 概要
「落ちゲー」ならぬ「打ちゲー」。パズルボブルのように配置された玉をすべて消してステージをクリアしていくパズルゲームで、ゲーム中はジョイスティックの下方向のみを使用するシンプルな操作が特徴。全30ステージ。アーケード版の基板にはジョイスティックの玉の部分に装着すると猫の手の形状になる（玉の部分が肉球になる）カバーが付属していた。
プレイヤーは、玉をピンボールやスマートボールの要領で発射する。フィールドの左に玉の発射台があり、レバーを下に入れ続けるとその長さに応じてバネが縮み、レバーを離すとバネが伸びて玉が発射される。発射時、バネが縮んでいなければ左側（バネがある側）に落ち、縮んでいるほど右側に落ちる（ただし、2プレイヤー側でゲームを開始した場合、発射台は右側となって左右が反転した操作となる）。なお、バネを縮めすぎた場合は、レバーを「ニュートラルを経由せずに」上に入力すれば弾を発射せずに戻すことができる。
このようにして玉を発射していき、同色の玉が3つ以上接触すると泡に変わる。泡は玉に埋もれていなければ即座に消えるが、埋もれている場合は消えずにその場にとどまる。泡の消滅などで玉は重力に従って落下したり転がり落ちたりし、1回の発射で連鎖的に玉を消すと高得点が得られる。狙いが多少外れても玉が転がって上手く消えたり、予想外の連鎖が起こることがあったりと、遊びの幅が広く取られている。
各ステージには様々な玉が配置されており、全ての玉を消せばステージクリア。一定数の玉を発射してもステージクリアできない場合、玉を消さない1手ごとに、フィールドの床が1段ずつせり上がってしまう。玉が画面の上まで積みあがってしまうとゲームオーバー。
ピンチになったとき、ときどき「潜水艦」があらわれて、フィールドの上部を左から右へと横切る。これにうまく玉をぶつけると、極太のレーザーを発射して真下にある玉を一気に消してくれる。
1クレジットで2人同時プレイも可能。対戦ではなく、左側に1Pの発射台、右側に2Pの発射台がありフィールドを共用して、1人プレイと同様にステージをクリアしていく協力プレイとなる。各ステージは少し横長になった協力プレイ専用のものとなる。双方が並行して発射台の操作が可能だが、同時に玉を発射すると空中で衝突し、その箇所から真下に落ちてしまう。片側のプレイヤーが先に玉を発射すると、もう片側のプレイヤーが玉を発射するまで待ち状態になるため、かならず双方が1発ずつ玉を発射していく必要がある。なお、1人プレイ中に乱入して2人プレイにはできない。

## 玉の種類
玉
丸いキレイな玉。複数の色があり、同じ色の玉を3つ以上隣接させると泡に変わり消える。全ての玉を消すことが目的。
上げ玉
上の矢印が書かれた玉。複数の色があり、通常の玉と同じ扱いで消えるが、1個消すとフィールドが1段せり上がってしまう。転がると矢印の方向が変わり、下向きの状態で消すと逆にフィールドを下げることができる（最初から下向きで配置されているステージもある）。
殻玉
殻を被っていて、そのままでは消えないが、隣の玉が消えると普通の玉になる。
氷玉
青い四角の氷の塊。四角いが名前は玉。発射した玉を直接ぶつけると消える。転がってきた玉に接触しただけでは消えない。
六角玉
六角形をしているのに名前は玉。爆弾玉に巻き込む以外は何をやっても消えず邪魔。
同化玉
紫色で中が白く光っている玉。玉をぶつけると、全ての同化玉がぶつけた玉の色に変化する。
爆弾玉
真っ黒で「B」と書いてある玉。玉を直接ぶつけると爆発し、周囲の玉を消すことができる。

## 登場キャラクターとストーリー
魚太郎
「ウオタロウ」と読む。本作の主人公で1プレイヤー側のキャラクター。黄色地に茶色い模様がある猫で、その上グルメである。玉を引っ張っては投げる。
保子
「ポコ」と読む。魚太郎の妹で2プレイヤー側のキャラクター。ピンク色をした世にも珍しい猫である。こちらも玉を引っ張っては投げる。
この2匹の名前を合わせて「魚ポコ」である。
この2匹は竜宮城をめざすため、潜水艦にのって海底深くを目指す。しかし、この潜水艦は試作型なので酸素が足りない。海の中に突如として現れた大量の玉を消すと酸素が発生するので、これを消しながら先に進んで行く。
この潜水艦には、玉のほかにJAMMA筐体や弾幕避け用ボム(?)などを搭載している。
猫の魚太郎は『弾銃フィーバロン』の隠し自機としても登場し、一時はケイブ関連グッズのオンラインショップの「店長」の名前になっていた。

## シリーズ作品
魚ポコ（携帯電話アプリ版）
iモード版…2002年配信開始
EZアプリ版
S!アプリ版
グラフィックがシンプルになっているが、元々シンプルなゲームなので携帯電話でもゲーム性は変わらずプレイできる。全30面のオリジナルモードとクリアの概念が無いエンドレスモードがある。
魚ポコ2 今度は対戦ニャ!
iモード版…2003年配信開始
EZウェブ版…2005年8月4日配信開始
S!アプリ版
タイトル画面に「今度は対戦ニャ!」とあるように、CPUと対戦できる「フリー対戦」と2人での対人戦が行える「友達と対戦」がある。
魚ポコDX
iアプリ版…2005年配信開始
EZアプリ版
S!アプリ版
上位機種用のデラックス版。「オリジナル」、「エンドレス」、「二人で楽しむ」の3つのモードがある。BGMやデモ画面がついたり、グラフィックがよりアーケード版に近くなっている。
パズル!虫姫たま
アーケード…2005年稼動開始
魚ポコのゲームシステムでシューティングゲーム『虫姫さま』のキャラクターを使っている作品。基本ルールは同じだが、ボス戦などの独自要素が加えられている発展型。ロケテスト時は『虫ポコさま』という仮タイトルだった。